# Alera
Alera is een geslacht van vlinders van de familie dikkopjes (Hesperiidae), uit de onderfamilie Hesperiinae.

## Soorten
- A. furcata Mabille, 1891
- A. haworthiana (Swainson, 1821)
- A. metallica (Riley, 1921)
- A. vulpina (Felder & Felder, 1867)